# Светислав Антић
Светислав Антић (Крупац, 25. јул 1921 — Београд, 15. август 2014.) био је доктор ветерине и редовни професор Ветеринарског факултета, родом из села Крупац, пиротски округ.

## Биографија
Антић је завршио основну школу у Крупцу. Почео је да похађа Гимназију у Пироту, међутим завршио је средњу школу у Београду. Уписао је Ветеринарски факултет у Београду 1948. године. Следеће године је постао асистент за биологију гајења домаћих животиња на катедри за сточарство. Одбранио је своју докторску дисертацију под називом Утицај сврљишке овце на поправку пиротске праменке 1953. године.
Убрзо је постао доцент на истом факултету и први професор за предмет Основи економике сточне производње 1960. године. Првобитно је био изабран за ванредног а касније за редовног професора 1971. године. Све до пензије је предавао на Ветеринарском факултету.
Антић је изабран за првог руководиоца Семинара за економику у статистици и први шеф истоимене катедре на Факулету. Радио је на докторским дисертацијама и специјалистичким радовима студената.
Као професор се стално усавршавао те је посећивао научне скупове у Лондону, Хановеру, Копенхагену, Редингу, Москви и Санкт Петербургу.
Осим обавеза професора, Антић је био главни и одговорни уредник Зборника радова научних скупова из ветеринарске струке и часописа Савремено сточарство. Био је редактор билтена Сточарство и ветеринарство Југославије.
Обављао је функције председника Управног одбора Института за превентивну медицину, члана Савета Факултета, председника кадровске комисије, председника Комисије за стручну делатност.
Антић је био изабрани члан Академије ветеринарске медицине 1999. године.
Добитник је више признања и награда: Медаља заслуга за народ 1949. године, Повеља за животно дело Друштва ветеринара и ветеринарских техничара 1982. године, Повеља пословне заједнице ветеринарских ОУР-а Србије 1985. године, Спомен плакета Ветеринарског факултета поводом 40. година од оснивања.